# ポーリーン・ベッツ
ポーリーン・ベッツ (Pauline Betz) として知られた、ポーリーン・メイ・ベッツ・アディー (Pauline May Betz Addie、1919年8月6日 - 2011年5月31日）は、アメリカ合衆国オハイオ州デイトン出身の女子テニス選手。第2次世界大戦をまたぐ1940年代に、アメリカを代表する女子選手として活躍し、全米選手権で大会3連覇を含む4勝、ウィンブルドン選手権で終戦直後の1946年に優勝した。彼女のテニスは、並外れたスピードの敏捷な動きを大きな特徴とした。

## 来歴
ベッツは少女時代をロサンゼルスで過ごし、1939年に全米女子テニスランキングで初のトップ10に入った。この年に第2次世界大戦が勃発し、全米選手権を除くテニス4大大会は開催が中止されたが、全米選手権だけは戦時中も続行された。ベッツは戦時中の全米選手権で、1941年から1946年まで女子シングルス決勝に「6年連続」進出を果たし、そのうち1941年と1945年を除く4度の優勝を成し遂げた。2度の準優勝は、どちらもサラ・ポールフリー・クックに敗れている。1942年と1943年はルイーズ・ブラフ、1944年はマーガレット・オズボーンを破り、ここで大会3連覇があった。女子ダブルスでは、ベッツは1941年から1945年まで5年連続の準優勝があり、決勝でオズボーンのペアに5連敗を喫した。ベッツのパートナーは、1941年だけはドロシー・バンディ（メイ・サットンの娘）と組んだが、1942年から1945年まではドリス・ハートと組んだ。オズボーンも1941年だけはサラ・ポールフリー・クックと組み、1942年からはルイーズ・ブラフと組むようになった。オズボーンとブラフは、全米選手権の女子ダブルスで1950年まで「9連覇」を達成した。
1945年に第2次世界大戦が終結し、テニス4大大会も1946年から開催が再開された。終戦直後の4大大会で最も顕著な活躍を見せた女子選手は、このポーリーン・ベッツである。ベッツは全仏選手権で女子シングルス・女子ダブルス・混合ダブルスの3部門すべてで決勝に進み、バッジ・パティーと組んだ混合ダブルスで優勝したが、女子シングルスと女子ダブルスの2部門ではマーガレット・オズボーンに敗れた。オズボーンとブラフのダブルスは、全仏選手権でもベッツ＆ドリス・ハート組の壁として立ちはだかった。続くウィンブルドン選手権で、ポーリーン・ベッツは終戦後初の女子シングルス優勝者になり、決勝でダブルスの宿敵ルイーズ・ブラフを 6-2, 6-4 で破って初優勝を飾った。ハートと組んだダブルスでは、全仏に続いてオズボーン＆ブラフ組に連敗する。全米選手権決勝ではパトリシア・トッドに 11-9, 6-3 で競り勝ち、2年ぶり4度目の優勝を果たす。こうしてベッツは、1946年度の4大大会で「3大会連続」決勝に進出した。全米選手権の女子シングルス「6年連続」決勝進出は、今なお大会最多記録として残っている。
しかし、ベッツは1947年に「プロ宣言」をしたことにより、全米テニス協会（USTA）のルールによるアマチュア選手資格を失い、それ以後の4大大会に出場できなくなった。当時は女子選手のためのプロテニスツアーがなく、ベッツは設立の可能性を探ろうとしていた。その後、ベッツはテニスの「ティーチング・プロ」になり、スポーツライターのボブ・アディー（Bob Addie）と結婚した。1965年に国際テニス殿堂入り。90歳を過ぎてからもベッツはテニスのクラブ・リーグで“元気なおばあちゃん”としてプレーを続けていたという。
2011年5月31日に死去。91歳没。

## 4大大会優勝
- 全仏選手権 混合ダブルス：1勝（1946年）
- ウィンブルドン選手権 女子シングルス：1勝（1946年）
- 全米選手権 女子シングルス：4勝（1942年 - 1944年、1946年）